# Aviary Attorney
Aviary Attorney è un videogioco d'avventura sviluppato e pubblicato nel 2015 da Sketchy Logic Games. Distribuito tramite Steam per Microsoft Windows e macOS, nel 2020 è stata realizzata una "Definitive Edition" per Nintendo Switch.

## Trama
Avian Attorney è ambientato nella Parigi del 1848. Il protagonista è l'uccello-avvocato Jayjay Falcon che, insieme al suo assistente Sparrowson, deve risolvere quattro casi.

## Modalità di gioco
Il gameplay di Avian Attorney è simile a quello dei videogiochi della serie Ace Attorney da cui è ispirato. Al contrario di quest'ultimo tuttavia presenta una modalità storia a bivi, in base all'esito della fase processuale.

## Sviluppo

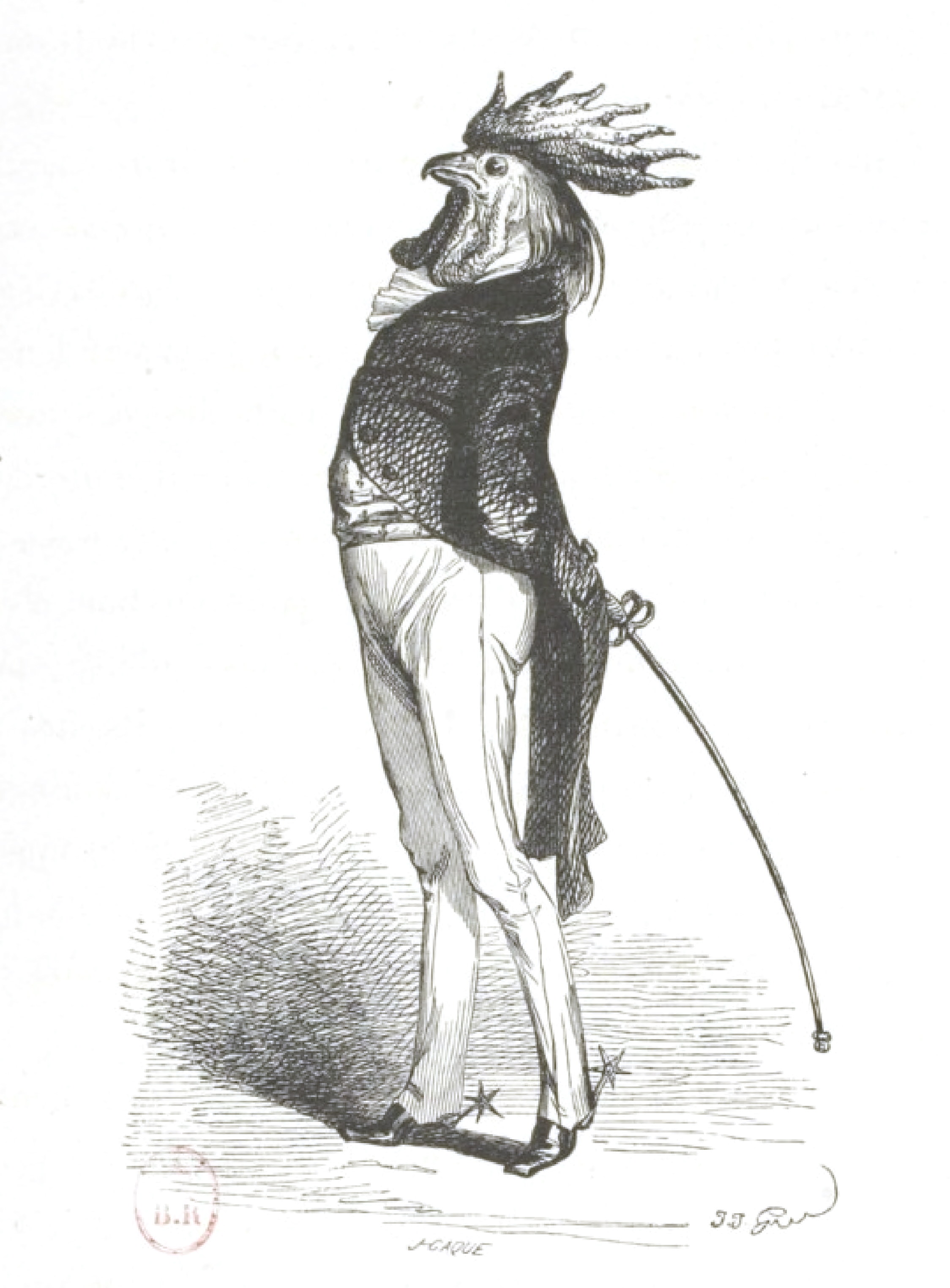
Caricatura di Grandville

Avian Attorney è ispirato alle caricature di J.J. Grandville, da cui deriva anche il nome del protagonista. Il gioco è stato finanziato tramite crowdfunding sulla piattaforma Kickstarter.
La versione per Nintendo Switch presenta immagini di qualità maggiore, un jukebox e un sistema di trofei.

## Accoglienza
Nonostante recensioni positive, il gioco è stato criticato al lancio per la presenza di bug e per l'assenza di una delle parti finali dell'ultimo capitolo.
La versione per Switch è stata criticata per l'assenza di nuovi contenuti all'interno del gioco.